# Лещенко Євген Олександрович
Євген Лещенко (нар. 12 травня 1952, м. Кривий Ріг) – заслужений художник України, переможець міжнародного бієнале 1998 р. Працює в галузі живопису, графіки.

## Біографія
1952 року на Дніпропетровщині. Закінчив Національну академію образотворчого мистецтва та архітектури (1973). Член НСХУ (1992). За власним визначенням, він є засновником напрямку «Paradise art», тобто «райське мистецтво». 
Основні твори: “Колообіг води” (1977), “Чотири пори року” (1978), “Автопортрет” (1988), “Світ кота” (1990), “Родючість” (1991).
Картини Лещенка успішно експонувалися в Лондоні, Парижі, Нью-Йорку, Чикаго, Вашингтоні, Торонто, Бонні. Твори зберігаються в приватних колекціях Росії, Франції, Великої Британії, США, Канади, Японії, Чехії, Німеччини, Голландії та Швеції.
Живе і працює в Кривому Розі.